# آبجوی بشکه‌ای

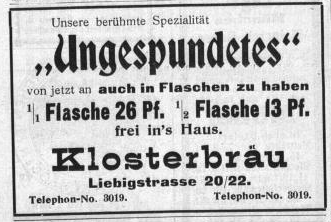
تبلیغی از شرکت سهامی آبجوسازی کلوستا در مونیخ سال ۱۹۰۴

اصطلاح آبجوی بدون چاشنی یا آبجوی بشکه‌ای (در آلمانی ungespundetes Bier بمعنای آبجوی درپوش گذاشته نشده) از اصطلاحاً آبجوسازی در مورد زمان تخمیر و رسیدگی آبجو گرفته شده‌است. اشاره به سوراخی است که در قسمت بالای بشکه قرار دارد و برای تساوی فشار در بشکه‌های چوبی در طی فرایند تخمیر کمک تعبیه شده‌است. هر بشکه، در مدت تخمیر دی‌اکسید کربن تولید می‌کند و بنابراین فشار بیش از حد می‌تواند در بشکه به فشار درونی بالا، سرریز محتوا یا حتی انفجار بینجامد.
آبجو بشکه‌ای معمولاً در فرانکونیا، و بدون مخروط چوبی به عنوان سرپوش بر روی سوراخ بشکه در قسمت بالایی آن تخمیر می‌شود و بنابراین در مقایسه با سایر آبجوها میزان دی اسید کربن کمتری دارد.